# 21653 Davidwang
21653 Davidwang este un asteroid din centura principală de asteroizi.

## Descriere
21653 Davidwang este un asteroid din centura principală de asteroizi. A fost descoperit pe 22 iulie 1999 la Socorro, New Mexico, în cadrul proiectului LINEAR. Asteroidul prezintă o orbită caracterizată de o semiaxă mare de 2,79 ua, o excentricitate de 0,21 și o înclinație de 18,8° în raport cu ecliptica.